# Пуэнт-де-Шато (Гваделупа)
Ла-Пуэнт-де-Шато (фр. Pointe des Châteaux) — полуостров, вдающийся в Атлантический океан с восточного побережья острова Гранд-тер, в Гваделупе.

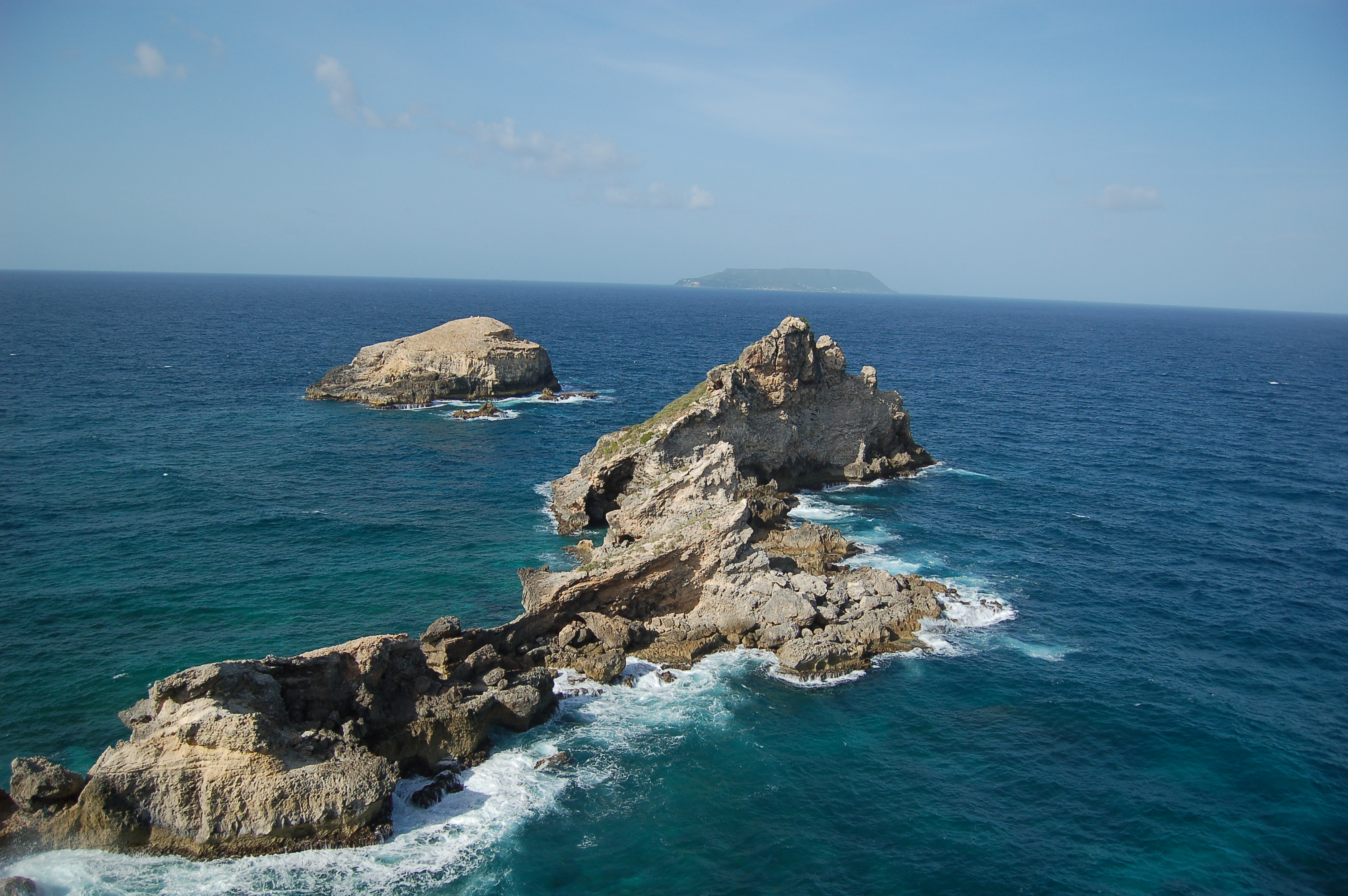
Вид на Ла-Дезирад с Пуэнт-де-Шато

Расположен в 11 км к востоку от Сен-Франсуа, с него открывается вид на остров Ла-Дезирад (принадлежащий Гваделупе).
Сформированный отличительными скальными образованиями и большой прибрежной полосой, Ла-Пуэнт-де-Шато располагает редкой фауной и флорой.
Место разрушительных волн и сильных ветров, Ла-Пуэнт-де-Шато выступает в качестве популярного туристического направления, привлекая в среднем до 500 000 посетителей каждый год.

## Ла Пляж де Гранд Салине
На северо-западе скалы Пуэнт-де-Шато лежит длинный, но опасный пляж Ле-Гранде-Салине (фр. Les Grandes Salines) — популярное место для запуска воздушных змеев, благодаря его сильным и устойчивым пассатам. Море делает пляж неровным, а дно во время отливов обнажается довольно быстро, поэтому Салинас Грандес не подходит для спокойного плавания, но остаётся популярным для экстремальных водных видов спорта.

## Фотогалерея

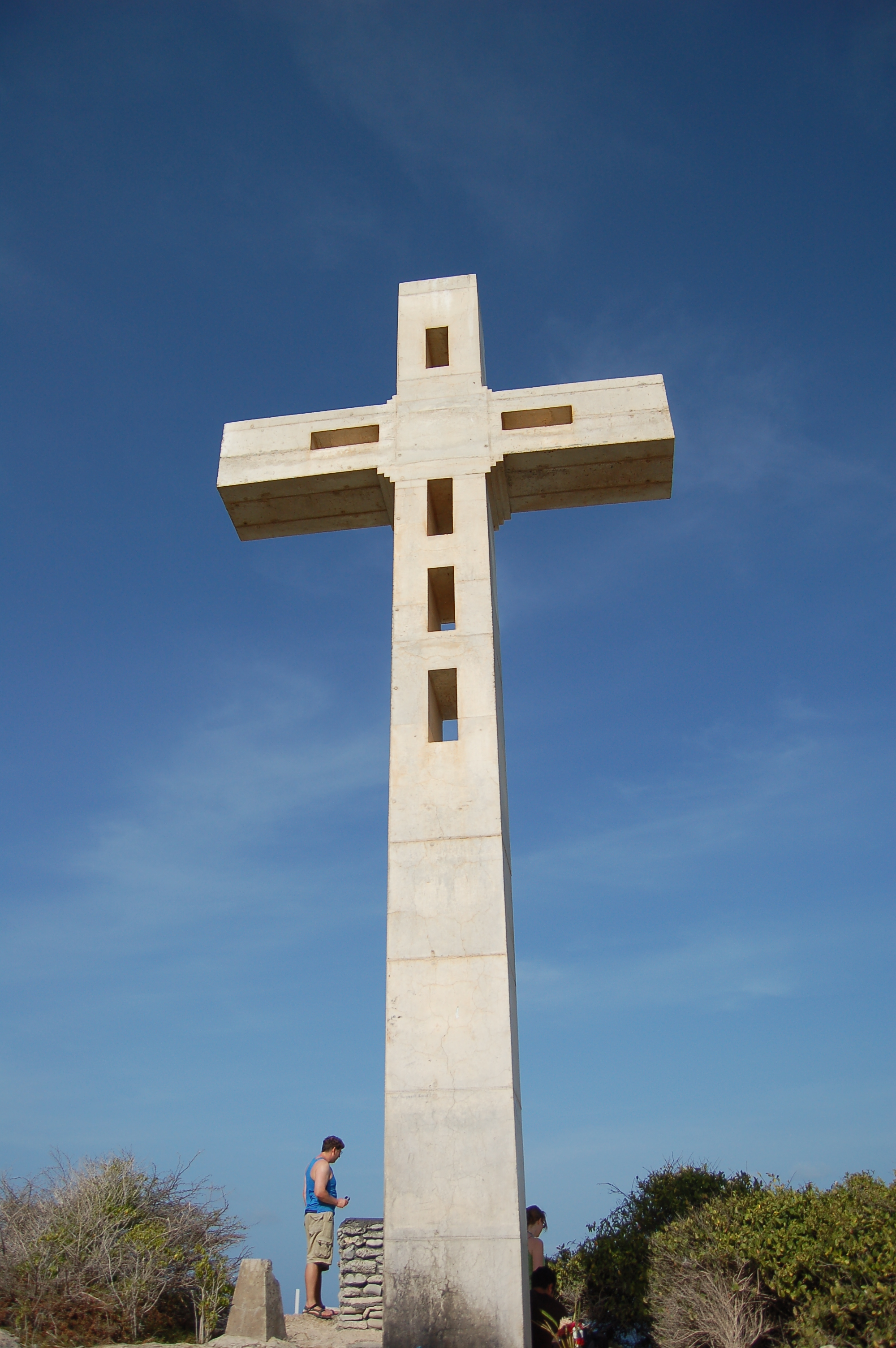
Крест на вершине скалы Пуэнт-де-Шато.
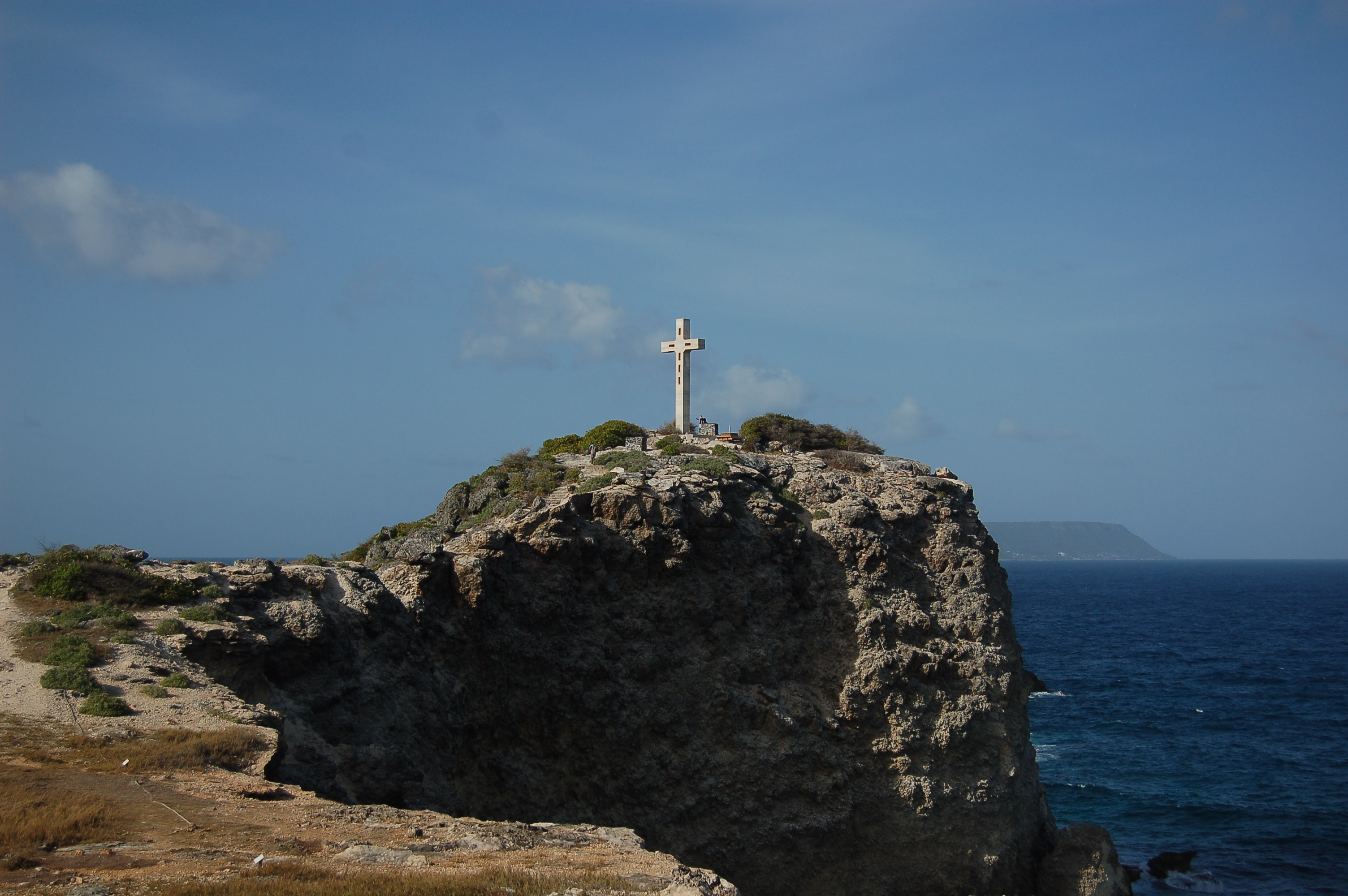
Крест на Пуэнт-де-Шато.
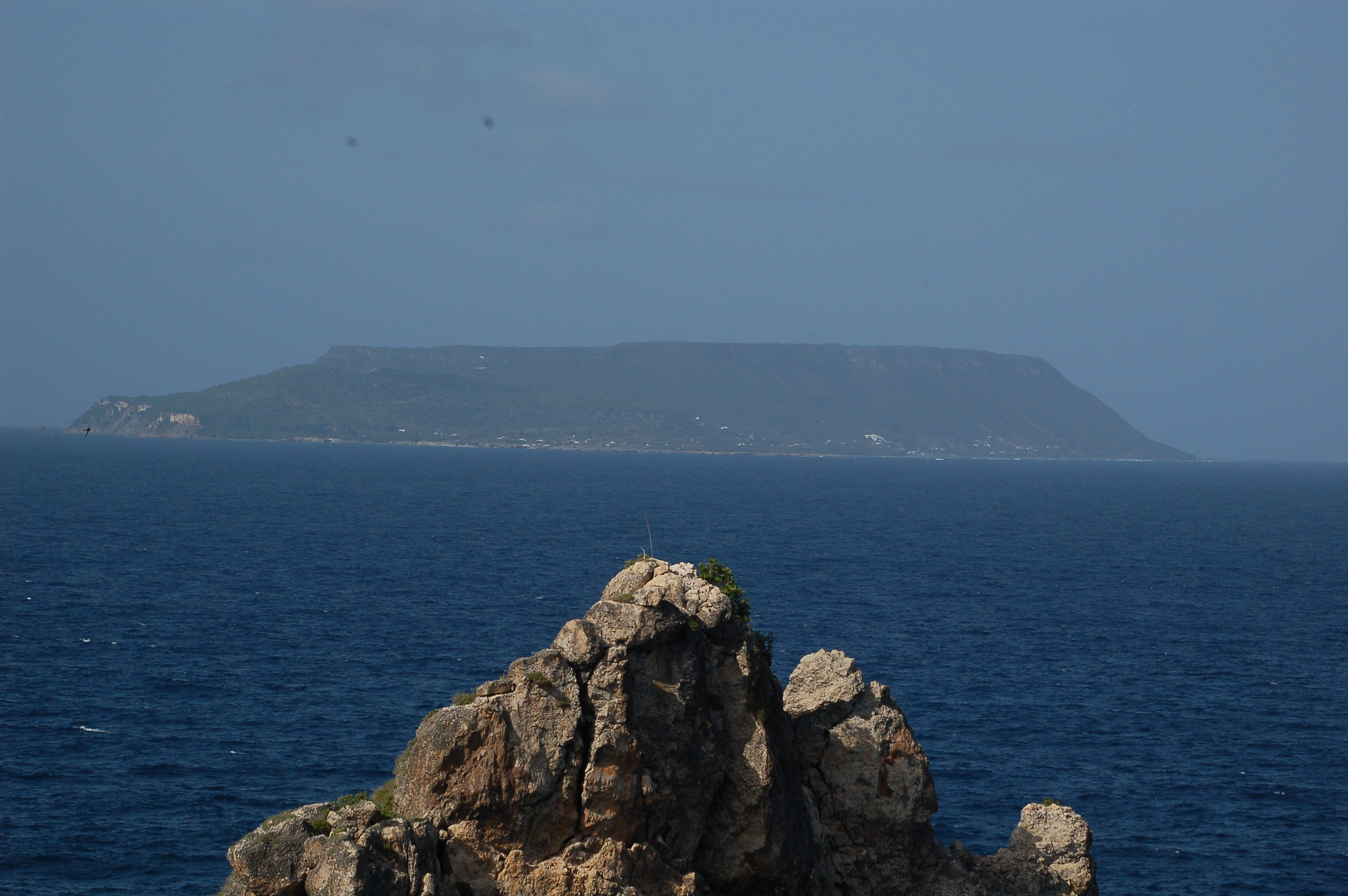
Вид Ла-Дезирад с Пуэнт-де-Шато.
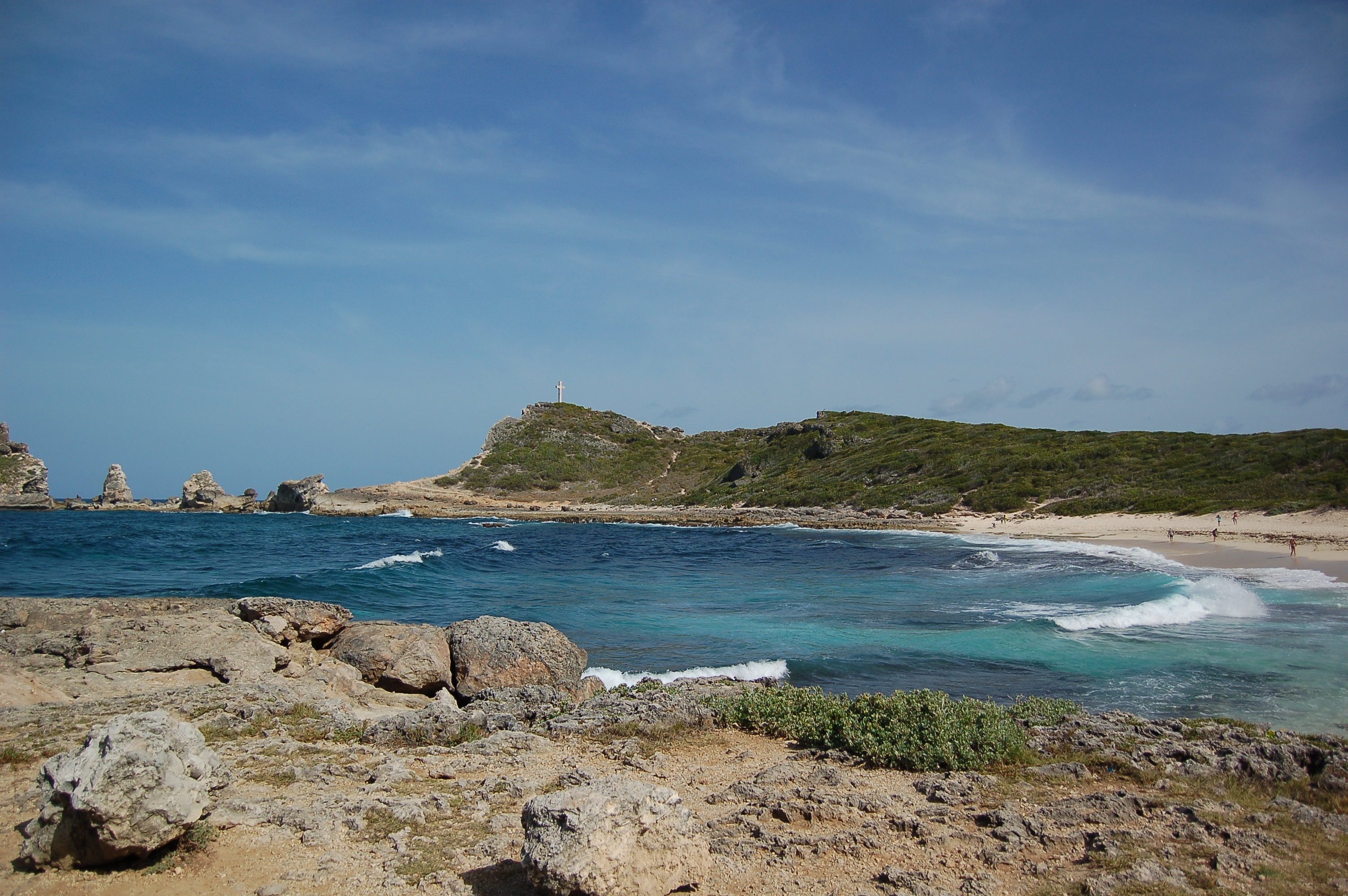
Пуэнт-де-Шато, Гваделупа.
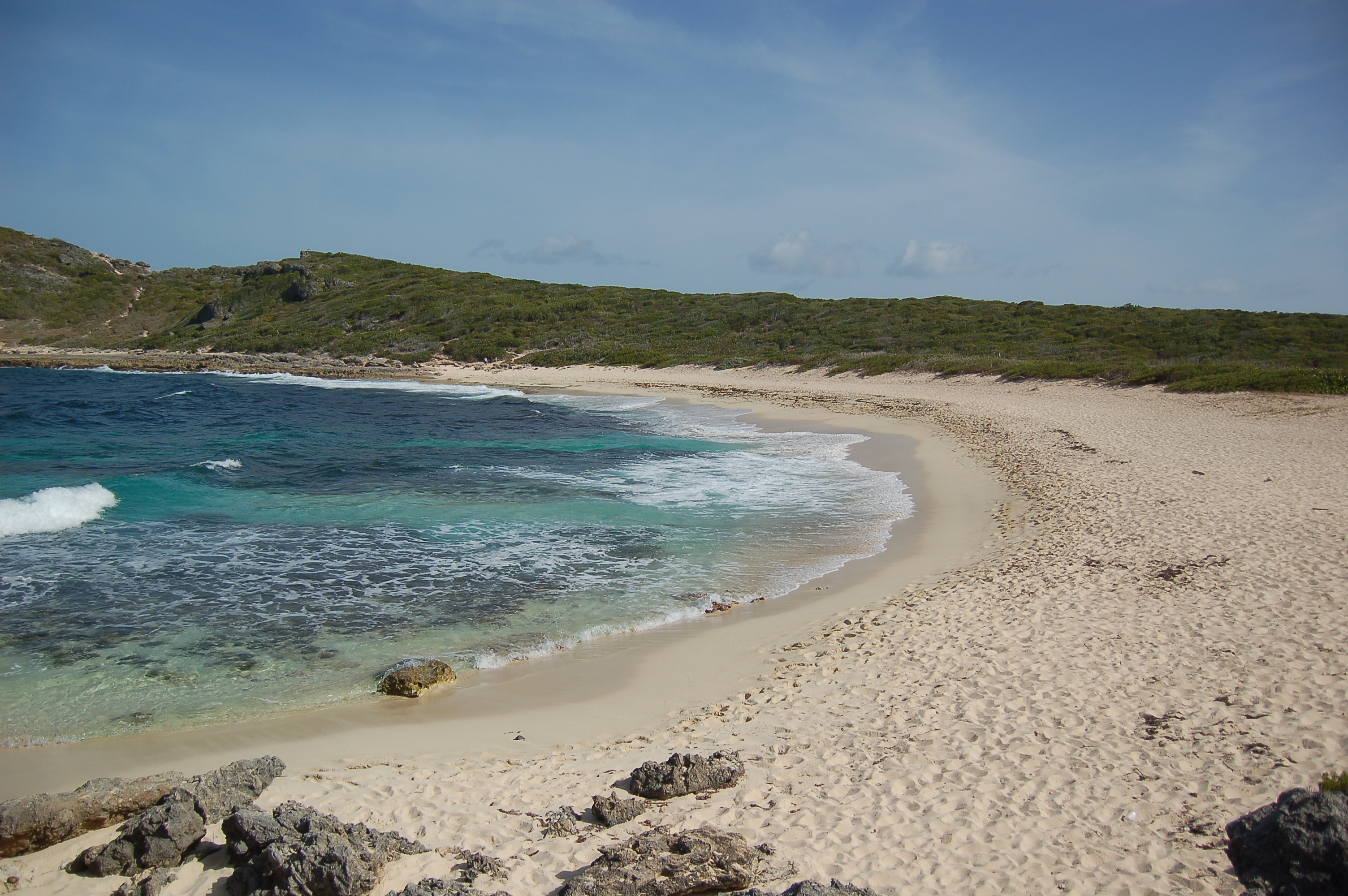
Пляж "Гранд-Салинес" Пуэнт-де-Шато.
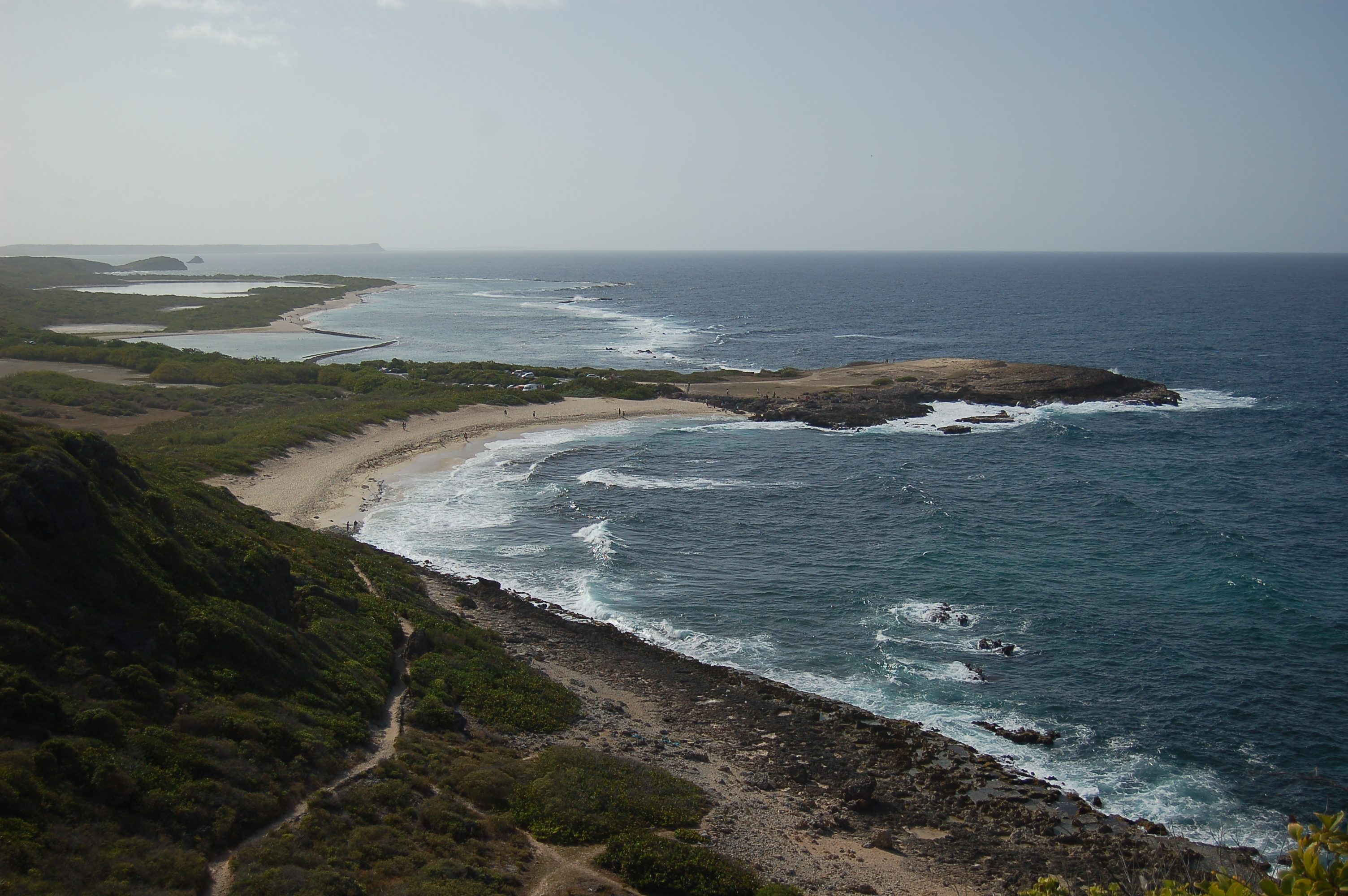
Пляж "Гранд-Салинес" Пуэнт-де-Шато.